# Copa Ciudad Viña del Mar 1992
La Copa Ciudad Viña del Mar 1992 fue la 5.º edición del torneo de fútbol Copa Ciudad Viña del Mar. Se disputó en febrero de 1992 y participaron Everton (local), Deportes Concepción, Santiago Wanderers y Universidad de Chile.
En la primera ronda, el 20 de febrero, se enfrentaron Universidad de Chile y Santiago Wanderers, resultando ganador el cuadro universitario por 4-1, clasificando a la final junto a Everton, que venció por 2-1 a Deportes Concepción.
Así, el 22 de febrero se disputó la final entre Everton y Universidad de Chile, adjudicándose este último el campeonato amistoso al derrotar por 1-3 a los locales, mientras que ese mismo día, el tercer lugar fue obtenido por Santiago Wanderers, que, tras igualar 1-1 con Deportes Concepción, lo superó a través de lanzamientos penales por 4-3.

## Equipos participantes
- Deportes Concepción
- Everton
- Santiago Wanderers
- Universidad de Chile

## Desarrollo

### Primera fase
| Copa Ciudad Viña del Mar 1992 Primera fase; 20 de febrero de 1992 | Universidad de Chile                                       | 4:1 (3:1) | Santiago Wanderers | Estadio Sausalito, Viña del Mar (Chile)                     |                                                             |
|                                                                   | Cofré 16' · Vilches 31' · Salgado 45' (pen.) · Morales 55' |           | Vásquez 39' (pen.) | Asistencia: 7.066 espectadores Árbitro(s): Francisco Heller | Asistencia: 7.066 espectadores Árbitro(s): Francisco Heller |

| Copa Ciudad Viña del Mar 1992 Primera fase; 20 de febrero de 1992 | Everton                           | 2:1 (0:1) | Deportes Concepción | Estadio Sausalito, Viña del Mar (Chile)                  |                                                          |
|                                                                   | Francino 58' · Segovia 85' (pen.) |           | Sandoval 20'        | Asistencia: 7.066 espectadores Árbitro(s): Javier Campos | Asistencia: 7.066 espectadores Árbitro(s): Javier Campos |

### Tercer lugar
| Copa Ciudad Viña del Mar 1992 Tercer lugar; 22 de febrero de 1992 | Santiago Wanderers | 1:1 (0:1) (4:3 p.)         | Deportes Concepción    | Estadio Sausalito, Viña del Mar (Chile)                    |                                                            |
|                                                                   | Salinas 63'        |                            | Sáez 22'               | Asistencia: 8.355 espectadores Árbitro(s): Mario Maldonado | Asistencia: 8.355 espectadores Árbitro(s): Mario Maldonado |
|                                                                   |                    | Tiros desde el punto penal |                        |                                                            |                                                            |
|                                                                   |                    |                            | D. Figueroa · Roverano |                                                            |                                                            |

### Final
| Copa Ciudad Viña del Mar 1992 Final; 22 de febrero de 1992 | Everton    | 1:3 (1:2) | Universidad de Chile                       | Estadio Sausalito, Viña del Mar (Chile)                   |                                                           |
|                                                            | Guarda 27' |           | Cofré 13' · Salgado 23' · Puyol 82' (pen.) | Asistencia: 8.355 espectadores Árbitro(s): Eduardo Gamboa | Asistencia: 8.355 espectadores Árbitro(s): Eduardo Gamboa |
| 89' Segovia (Everton).                                     |            |           |                                            |                                                           |                                                           |

## Campeón
| Chile                |
| Universidad de Chile |